# Casa Teixidó (Torelló)
Casa Teixidó és un edifici de Torelló (Osona) protegit com a Bé Cultural d'Interès Local.

## Descripció
Es tracta d'un edifici compost per dues parts que s'uneixen en un complex de planta irregular, conformat seguint el perfil urbà de dues places contigües, a la vegada comunicades per un pas que travessa l'edifici.
La primera part de la construcció fa façana, principalment, a la plaça Mossèn Fortià Solà, orientada a oest. Consta de planta baixa i dos pisos amb coberta de teula àrab a dues aigües. El parament és arrebossat i també presenta pedra natural a les obertures i en el reforç de les arestes. Al primer pis trobem una gran balconada de fusta, més pròpia del Pirineu que no pas de la vall del Ges. Aquesta presenta un gran voladís suportat per enormes carteles de pedra treballades en forma de doble espiral. Està feta amb un entramat de bigues. La coberta del balcó està suportada per tres muntants. La balconada conté dues obertures, una d'elles tapiada. La barana és tornejada. A la planta baixa sota la balconada hi ha una finestra dividida en dos per un pilar de fusta.

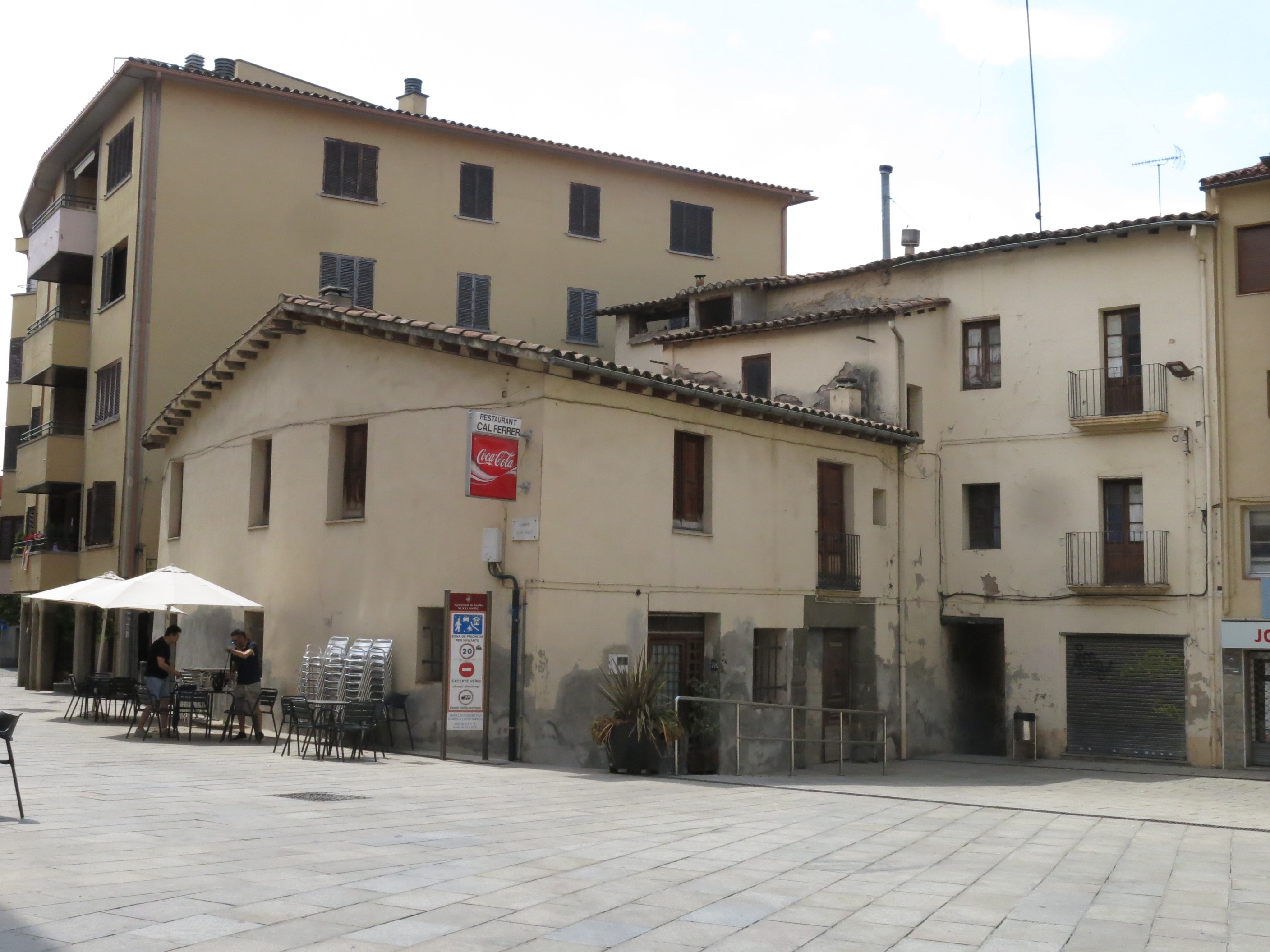
Façana que dona al carrer de Sant Feliu i a la placeta de Coll i Dorca

Al segon pis trobem una galeria formada per tres finestres.
Destaca el gran portal amb una llinda del 1719, de pedra, i el tancament de fusta.
La segona part de l'edifici fa façana amb el carrer de Sant Feliu, amb el call de la Rectoria i, pel nord, amb la placeta de Coll i Dorca. Té planta baixa i un pis.

## Història
La casa es probable que fos construïda durant el segle xii i XIII. L'edifici primitiu es transformà durant els segles xv, xvi i xvii. La porxada es va construir l'any 1513. P. Gayrís demanà permís a mossèn Jaume Farer.
La llinda barroca, amb data 1719 en dues de les entrades és d'una reforma que es dugué a terme després de la Guerra de Successió (1706-1714).
Sembla que durant els segles xvi i xvii la casa havia acollit una carnisseria.